# José Nobre Guimarães
José Nobre Guimarães (Quixeramobim, 13 de fevereiro de 1959) é um advogado e político brasileiro, deputado federal pelo Ceará e líder do terceiro governo Lula na Câmara dos Deputados. No Ceará, exerceu dois mandatos de deputado estadual, tendo sido, na maior parte desse período, líder do PT. Antes, presidiu o partido no estado durante oito anos. Foi reeleito para seu quinto mandato consecutivo como deputado federal em outubro de 2022.

## Atuação política
Filho de agricultores de Quixeramobim, no sertão central cearense, José Nobre Guimarães começou sua militância política no movimento sindical. Filiou-se ao PT em 1985, e coordenou a campanha do PT que elegeu Maria Luiza Fontenele prefeita de Fortaleza. Em 1988 concluiu o curso de Direito na Universidade Federal do Ceará.
Em 1989 coordenou no Ceará a campanha de Lula para a Presidência da República.
Em 2000 assumiu mandato de deputado estadual pelo Ceará, sendo posteriormente eleito em 2002. Durante esse período, foi líder da bancada do PT, integrou comissões e foi relator-geral do orçamento do Estado.

### Mandatos como deputado federal
Foi eleito deputado federal em 2006, alcançando o maior número de votos pelo PT do Ceará  e reeleito em 2010 como o primeiro do PT e o segundo mais votado do Ceará.
Eleito para a Câmara Federal pela primeira vez em 2006 com votação expressiva, Guimarães ganhou poder na Câmara. Tornou-se vice-líder do governo e passou a ser amplamente reconhecido como o homem que indicava a diretoria no Banco do Nordeste. No disputado campo de batalha da política nordestina, o BNB foi apontado em 2012 como território de José Guimarães.
Foi reeleito deputado federal em 2014, para a 55.ª legislatura (2015-2019) e escolhido para ser líder do governo na câmara. Votou contra o Processo de impeachment de Dilma Rousseff. Posteriormente, votou contra a PEC do Teto dos Gastos Públicos e contra a Reforma Trabalhista. Em agosto de 2017 votou a favor do processo em que se pedia abertura de investigação do então Presidente Michel Temer.
Foi reeleito deputado federal em 2018 conquistando a quarta maior votação no estado do Ceará com 173.039 votos.

### Caso dos 'dólares na cueca'
Em 2005, em meio a crise do "mensalão", o então assessor de José Nobre Guimarães, José Adalberto Vieira da Silva, foi flagrado com R$ 209.000 numa maleta de mão e US$ 100.000 em espécie, em sua cueca. O assessor parlamentar foi detido pela Polícia Federal, no aeroporto de Congonhas, em São Paulo.
Nos meses que se seguiram o ocorrido, várias versões da origem do dinheiro foram apresentadas. Primeiramente, Adalberto afirmou que o dinheiro era decorrente da venda de frutas em São Paulo. Depois, o próprio Guimarães diz que ele seria usado por Adalberto e José Vicente Ferreira, outro assessor seu, para a criação de uma locadora de veículos. Entretanto, para a justiça e para PF, o dinheiro seria propina recebida por Kennedy Moura, à época assessor especial da presidência do Banco do Nordeste (BNB), e ex-assessor e tesoureiro de José Guimarães, para acelerar empréstimos no banco.
Moura, indicado de Guimarães, já tinha envolvido o nome do político cearense no caso de uma licitação fraudulenta para contratação dos serviços da Cobra Tecnologia, subsidiária do Banco do Brasil.
Oito parlamentares e assessores foram considerados envolvidos no caso tendo sido denunciados por improbidade administrativa, sendo três condenados: o próprio Adalberto, o então presidente do BNB, Roberto Smith e o ex-assessor especial Kennedy Moura. José Nobre Guimarães teve o nome retirado do processo, pelo STJ, por falta de provas. Após 16 anos do caso, a Justiça Federal do Ceará encerrou o processo.

## Vida pessoal
José Nobre Guimarães é um dos onze filhos de Sebastião Genoíno Guimarães. É irmão de José Genoino, ex-presidente do Partido dos Trabalhadores (PT) e ex-deputado federal.

## Condecorações
| Insígnia | País   | Honra                                 | Data                   |
| -------- | ------ | ------------------------------------- | ---------------------- |
|          | Brasil | Grande Oficial da Ordem de Rio Branco | 21 de novembro de 2023 |